# گمینا چارنوژوه
گمینا چارنوژوه (به لهستانی:  Gmina Czarnożyły) یک گمینا در لهستان است که در شهرستان ویلون واقع شده‌است. گمینا چارنوژوه ۶۹٫۹ کیلومتر مربع مساحت و ۴٬۵۹۱ نفر جمعیت دارد.